# Мехия, Дионисио
Диони́сио Мехи́я (исп. Dionisio Mejía, 6 января 1907 — 17 июля 1963) — мексиканский футболист, нападающий, участник чемпионата мира 1930 года.

## Биография
Дионисио Мехия, выступавший за «Атланте», был заявлен как игрок сборной Мексики на Олимпийские игры 1928 года, однако на турнире не сыграл. Два года спустя он принял участие в первом чемпионате мира по футболу, проходившем в Уругвае. В стартовом матче против сборной Франции, проигранном со счётом 1:4, он был активен и сделал голевую передачу на Хуана Карреньо, забившего гол. Однако тренер Хуан Луке де Серральонга не поставил его в состав на следующие два матча.
В 1934 году Мехия участвовал в отборочных играх к чемпионату мира 1934 года против Кубы и США. Больше за сборную он не выступал.
| Матчи и голы Дионисио Мехии за сборную Мексики | Матчи и голы Дионисио Мехии за сборную Мексики | Матчи и голы Дионисио Мехии за сборную Мексики | Матчи и голы Дионисио Мехии за сборную Мексики | Матчи и голы Дионисио Мехии за сборную Мексики | Матчи и голы Дионисио Мехии за сборную Мексики | Матчи и голы Дионисио Мехии за сборную Мексики |
| ---------------------------------------------- | ---------------------------------------------- | ---------------------------------------------- | ---------------------------------------------- | ---------------------------------------------- | ---------------------------------------------- | ---------------------------------------------- |
| №                                              | Дата                                           | Место проведения                               | Соперник                                       | Счёт                                           | Голы                                           | Турнир                                         |
| 1                                              | 13 июля 1930                                   | Монтевидео, Уругвай                            | Франция                                        | 1:4                                            | -                                              | Чемпионат мира 1930                            |
| 2                                              | 4 марта 1934                                   | Мехико, Мексика                                | Куба                                           | 3:2                                            | 3                                              | Отборочный матч к ЧМ 1934                      |
| 3                                              | 11 марта 1934                                  | Мехико, Мексика                                | Куба                                           | 5:0                                            | 3                                              | Отборочный матч к ЧМ 1934                      |
| 4                                              | 24 мая 1934                                    | Рим, Италия                                    | США                                            | 2:4                                            | 1                                              | Отборочный матч к ЧМ 1934                      |

Итого: 4 матча / 7 голов; 2 победы, 0 ничьих, 2 поражения.